# كاي هارادا
كاي هارادا (باليابانية: 原田 開) (2 فبراير 1990 في شيزوكا في اليابان – )؛ هو لاعب كرة قدم كان يلعب كلاعب وسط.

## وصلات خارجية
- كاي هارادا على موقع قاعدة بيانات كرة القدم.إي يو (الإنجليزية)
- كاي هارادا على موقع Soccerway.com (الإنجليزية)
- كاي هارادا على موقع عالم كرة القدم.نت (الإنجليزية)